# 飯能市立飯能第一小学校
飯能市立飯能第一小学校（はんのうしりつ はんのうだいいちしょうがっこう）は、埼玉県飯能市にある公立小学校。略称は飯能一小、一小。

## 概要
- 飯能市内の中で最大規模の学校。在籍児童数645名、学級数21学級（2016年5月1日現在）、教職員数54名[2]。
- 学校教育目標は「あかるく　なかよく　たくましく」[3]（あなたが大事）[4]。
- 飯能市域で最も古い小学校である[5]。
- 裏庭には｢ナンジャモンジャの木｣（なんじゃもんじゃの木）と呼ばれるカゴノキがあり民話が伝えられている[6]。樹齢100年以上のケヤキの木と共に学校の象徴になっている[7]。学校のシンボルマークの「なんじゃもんじゃ君」は1999年に全児童の作品の中から選ばれた[8]。

## 沿革

### 経緯
明治6年7月に飯能村111番地の小能吉敬邸内に能仁寺境内にあった丹生明神の拝殿を移築して飯能学校が開校した。小学校創立以前には付近に聖天が祀られており、周囲のケヤキ林は聖天林と呼ばれていた。聖天宮の神官である小能吉治（異称志摩、明治5年没）が天保9年に開業した寺子屋が、学制公布により開校した飯能学校へと引き継がれている。

### 年表
- 1873年（明治6年）7月 - 飯能村111番地に飯能学校が開校する[11][12]。
- 1880年（明治13年） - 永田学校を合併する[12]。
- 1882年（明治15年） - 大河原学校を合併する[12]。
- 1884年（明治17年） - 加治学校を合併する[12]。
- 1887年（明治20年）4月 - 教育令改正により久須美学校を合併し、飯能尋常小学校に改称する。久須美学校を分教室とする[12]。
- 1891年（明治24年）10月 - 小学校令改正により飯能町立第一尋常小学校に改称、久須美分校は第二尋常小学校（現飯能市立飯能第二小学校）として独立する[12]。
- 1893年（明治26年）4月 - 飯能町立第一飯能尋常小学校に改称する[12]。
- 1893年（明治26年）7月 - 新校舎が落成し、飯能高等小学校が玉宝寺から移転する[13]。
- 1912年（明治45年）4月 - 飯能高等小学校と合併して高等科を併置し、飯能町立第一飯能尋常高等小学校に改称する[14]。
- 1941年（昭和16年）4月 - 国民学校令施行により飯能町立飯能第一国民学校に改称する[15]。
- 1947年（昭和22年）4月 - 学制改革により飯能町立飯能第一小学校に改称する[16]。
- 1954年（昭和29年）1月 - 市制施行により飯能市立飯能第一小学校に改称する[16]。
- 1958年（昭和33年）3月 - 校歌制定（作詞・蔵原伸二郎、作曲・岡本敏明）[17]。
- 1967年（昭和42年）7月 - 飯能市民体育館が校舎西に完成する[18]。
- 1969年（昭和44年）3月 - 防音校舎が完成する[19]。
- 1971年（昭和46年）7月 - プールが完成する[20]。
- 1972年（昭和47年）4月 - 分校が設置される[21]。
- 1975年（昭和50年）4月 - 分校が飯能市立富士見小学校として独立する[21]。
- 1987年（昭和62年）4月 - 飯能市民体育館が飯能第一小学校に移管される[22]。
- 1993年（平成8年）　- 難聴学級開設[11]。
- 2009年（平成21年） - 特別支援学級開設[11]。

## 通学区域
山手町、本町、八幡町1番1号から1番7号まで、1番19号、1番20号、2番から7番まで、8番6号から8番17号まで、8番20号から8番22号まで及び9番から26番まで、柳町20番から24番まで、仲町、稲荷町、南町
大字飯能、大字原町、大字久下、大字中山281番、284番1、285番1、286番1、287番、287番2、287番5、288番から304番まで、314番から362番まで、363番2及び365番から769番まで、大字大河原、大字永田、永田台一丁目、永田台二丁目、永田台三丁目

## 進学先中学校
- 飯能市立飯能西中学校

## 通学区域内の主な施設
- 飯能市立図書館
- 埼玉県立飯能高等学校
- 西武池袋線飯能駅
- 大川学園高等学校
- 飯能市立こども図書館
- 新電元工業飯能工場
- 飯能中央公民館
- 飯能市市民会館
- 飯能市郷土館
- 広域飯能斎場
- 聖望学園中学校・高等学校
- 武蔵丘ゴルフコース

## 交通アクセス
所在地：埼玉県飯能市山手町一三番八号。
- 西武池袋線飯能駅北西へ約1km。徒歩約15分[7]。

## 著名な卒業生
- 斎藤次郎（教育評論家）[23]